# Шатан (село)
Шата́н (каз. Шатан) — упразднённое село в Бухар-Жырауском районе Карагандинской области Казахстана, входило в состав Акоринского сельского округа.

## История
Совместным постановлением акимата Карагандинской области от 7 декабря 2007 года № 27/05 и решением III сессии маслихата Карагандинской области от 14 декабря 2007 года № 47 «Об изменениях в административно-территориальном устройстве районов Карагандинской области», населённый пункт Шатан был упразднён и исключён из учётных данных, поселение села было включено в состав административного центра сельского округа села Акоре.

## Население
| Численность населения | Численность населения |
| 1989                  | 1999                  |
| --------------------- | --------------------- |
| 83                    | ↘45                   |